# 世界美術大全集西洋編
『世界美術大全集　西洋編』は、1992年から1997年にかけて小学館から刊行された西洋美術の美術全集。全28巻、別巻１。

## 概要
日本では1971年の『大系世界の美術』（学研）などを最後に網羅的な世界美術全集はほとんど出版されなくなっていた（他方、1970-80年代に日本美術全集は多種刊行された）が、90年代に入って『現代世界美術全集』（講談社）、『岩波　世界の巨匠』（岩波書店）、『世界ガラス美術全集』（求龍堂）など網羅的なシリーズの刊行が相次いだ。
『世界美術大全集　西洋編』は小学館が創立70周年記念として企画したシリーズで、美術遺産を地球規模で集大成することが目指された。
先史時代から現代まで時代別に各巻が構成され、絵画だけでなく工芸・建築など様々な分野から1万4000点の図版が掲載されている。巻ごとでは、例えば第1回配本だった第11巻『イタリア・ルネサンス（１）』がカラー写真227点・モノクロ239点を掲載しており、そのうち7割は新たに撮影された。
シリーズには、当時の時点での最新の研究成果が盛り込まれた。例えばマザッチョの壁画《楽園追放》は損傷が激しく後代の加筆も行われていたが、1990年に修復作業が終わって本来の色彩が復活していた。この図版が『世界美術大全集　西洋編』に採用されているほか、エジプトのルクソール神殿から出土した《アメンホテプ三世像》など、日本ではこの全集で初めて紹介された作品も多い。図版の質は高く「世界最高水準の図版を誇る画集」とも評される。

### 構成
各巻冒頭に総論または序論を置き、テーマごとに解説論文が掲載される。図版は大判のカラー図版と、解説に挿入されるモノクロ図版があり、大判のカラー図版については、巻末にまとめて作品ごとの解説を掲載（1ページあたり3作品程度）。巻末には、当該巻に掲載された美術分野に関係する地図などの参考図版・歴史年表・参考文献を付す。刊行時には各巻に「月報」がついた。
別巻を全巻の総索引とし、作家名を大項目・品名を小項目として五十音順に配列。他に「巻立・章立年表」・資料索引・地図索引・著書索引を収録。

### 東洋編
- ほぼ同じ形式で、約7000点の図版を使った『世界美術大全集　東洋編』（全17巻・別巻1、1997年-2001年）が刊行。

以下がタイトル（別巻は総索引と概観につき略）。
1. 『先史・殷・周』
2. 『秦・漢』
3. 『三国・南北朝』
4. 『隋・唐』
5. 『五代・北宋・遼・西夏』
6. 『南宋・金』
7. 『元』
8. 『明』
9. 『清』
10. 『高句麗・百済・新羅・高麗』
11. 『朝鮮王朝』
12. 『東南アジア』
13. 『インド I』
14. 『インド II』
15. 『中央アジア』
16. 『西アジア』
17. 『イスラーム』

### 編集委員
（肩書きはすべて刊行当時）
- 青柳正規（東京大学教授）
- 池上忠治（前神戸大学教授）
- 坂本満（聖徳大学教授）
- 佐々木英也（東京芸術大学教授）
- 千足伸行（成城大学教授）
- 高階秀爾（東京大学名誉教授・国立西洋美術館長）
- 辻佐保子（美術史家）

## 各巻タイトル[8]
1. 先史美術と中南米美術（青柳正規・大貫良夫編、1995年12月）
2. エジプト美術（友部直編、1994年4月）
3. エーゲ海とギリシア・アルカイック（友部直・水田徹編、1997年4月）
4. ギリシア・クラシックとヘレニズム（水田徹編、1995年10月）
5. 古代地中海とローマ（青柳正規編、1997年6月）
6. ビザンティン美術（高橋栄一編、1997年8月）
7. 西欧初期中世の美術（辻佐保子編、1997年2月）
8. ロマネスク（長塚安司編、1996年4月）
9. ゴシック1（飯田喜四郎・黒江光彦編、1995年2月）
10. ゴシック2（佐々木英也・冨永良子編、1994年10月）
11. イタリア・ルネサンス1（佐々木英也・森田義之編、1992年12月）
12. イタリア・ルネサンス2（久保尋二・田中英道編、1994年12月）
13. イタリア・ルネサンス3（佐々木英也・森田義之編、1994年2月）
14. 北方ルネサンス（勝國興編、1995年7月）
15. マニエリスム（森洋子・若桑みどり編、1996年9月）
16. バロック1（神吉敬三・若桑みどり編、1994年6月）
17. バロック2（坂本満・高橋達史編、1995年6月）
18. ロココ（坂本満編、1996年8月）
19. 新古典主義と革命期美術（鈴木杜幾子編、1993年10月）
20. ロマン主義（高階秀爾編、1993年6月）
21. レアリスム（馬渕明子編、1993年12月）
22. 印象派時代（池上忠治編、1993年8月）
23. 後期印象派時代（池上忠治編、1993年3月）
24. 世紀末と象徴主義（高階秀爾・千足伸行編、1996年2月）
25. フォーヴィスムとエコール・ド・パリ（島田紀夫・千足伸行編、1994年8月）
26. 表現主義と社会派（責任編集・千足伸行、1995年4月）
27. ダダとシュルレアリスム（乾由明・高階秀爾・山梨俊夫編、1996年12月）
28. キュビスムと抽象美術（乾由明・高階秀爾・本江邦夫編、1996年5月）
29. 別巻 総索引（1997年10月）